# 龔繼安
龔繼安（Andy Kung，1982年10月15日—），台灣男演員。

## 電視劇
- 2005年 八大綜合台《終極一班》飾：技安
- 2006年 華視《花樣少年少女》飾：奧斯卡
- 2007年 華視《至尊玻璃鞋》飾：金勇俊
- 2008年 中視《籃球火》飾：孫浩
- 2009年 台視《波麗士大人》飾：陳漢齊
- 2014年 八大綜合台《終極惡女》飾：技安
- 2015年 公視 《早安，青春》飾：志剛
- 2016年 台視 《700歲旅程》飾：王上吉

## 外部連結
- 龔繼安在互联网电影资料库（IMDb）上的資料（英文）（英文）